# RS-864
Pour les articles homonymes, voir Route 864.
La RS-864 est une route locale du Nord-Est de l'État du Rio Grande do Sul qui relie la RS-122, à partir du district de Vila Forqueta de la municipalité de Caxias do Sul, au district de Mato Perso de la commune de Flores da Cunha. Elle est longue de 16,4 km.